# Femen

Logo-ul organizaţiei FEMEN

Femen (scris și FEMEN, în ucraineană: Фемен) este un grup feminist radical înființat în Ucraina în 2008, în prezent structura sa de bază fiind la Paris.
A intrat în atenția presei prin acțiuni de protest într-o modalitate ce a generat controverse, cum ar fi apariții în public de femei topless sau nud ca mod de manifestare pentru susținerea a diverse cauze.
Printre membrii notabili se numără: Anna Hutsol (fondatoare și lider), Oksana Șahko, Aleksandra Șevcenko, Inna Șevcenko.
Obiectivele principale ale activității acestui grup sunt:
- promovarea drepturilor femeii;
- combaterea misoginismului, a discriminării femeii, a homofobiei;
- critica industriei sexului: pornografie, turism sexual.